# EverdreaM
EverdreaM（エバードリーム）は、日本のロックボーカルユニット。所属レーベルはHIAN。

## 概要
アイムエンタープライズ所属のMisato（松岡美里）・Hitomi（関根瞳）により結成された。
コンセプトは「Beyond Dimensions｜二次元と三次元を超越する」。
アニメ作品と楽曲のテーマをリンクさせたアーティスト活動を軸に、楽曲だけでなく声優としても作品に出演するほか、ライブイベントやメディア露出には、楽曲ごとに異なるイラストレーター描き下ろしのメンバーイラストとリンクしたビジュアルで登場し、イラストの世界観そのままにアーティスト活動を展開する。
アイムエンタープライズとHIANの共同音楽事業として、HIANがアーティストマネジメントを担当。
ユニット名の頭の「E」は「Enter」、最後の「M」は「Memory」を表しており、「Enter（入口）から入り、最後にMemory（記憶）になる」という意味が込められている。

## メンバー
プロフィール詳細については個人のページを参照。
| 氏名               | 生年月日 | 出身地 | イメージカラー     | 備考 |
| ------------------ | -------- | ------ | ------------------ | ---- |
| Misato（松岡美里） | 3月23日  | 兵庫県 | エメラルドグリーン |      |
| Hitomi（関根瞳）   | 5月9日   | 東京都 | パープル           |      |

## 略歴

### 2023年
- 3月
  - 8日、「謎に包まれた新アーティスト」として、テレビアニメ『六道の悪女たち』オープニングテーマを担当することが発表される[3]。同日、EverdreaM公式YouTubeチャンネルにて Lyric Video『Dreams come true〜欲する翼〜』公開[4]。
  - 25日、AnimeJapan 2023『六道の悪女たち』スペシャルステージにて、メンバー及びTVアニメ『六道の悪女たち』のオープニング楽曲を含む5曲入りミニアルバム『ENDLESS LABYRINTH』でデビューすることが発表される[5]。同日、EverdreaM公式YouTubeチャンネルにて Lyric Video『ever dream』公開[6]。
- 4月
  - 8日、Digital Single「ENDLESS LABYRINTH」配信開始[7]。
  - 15日、Digital Single「Dreams come true~欲する翼~」配信開始[8]。
  - 22日、Digital Single「ever dream」配信開始[9]。
- 5月27日、表参道 GROUNDにて初のデビュー前ファンミーティング「EverdreaM FAN MEETING ～Zero始まりの歌〜」開催[10]。同イベント内にて、超!A&G+マンスリースペシャル2023年6月度パーソナリティーを担当することが発表[11]。
- 6月
  - 21日、デビューミニアルバム「ENDLESS LABYRINTH」発売。同日、池袋サンシャインシティ噴水広場にて発売記念イベントを開催[12]。同イベント内にて、「ever dream」がBSフジ連続ドラマ『アイドルだった俺が、配達員になった。』のオープニングテーマに決定したことが発表される[13]。
  - 27日、「超!A&G+マンスリースペシャル EverdreaM ENDLESS RADIO」第4回配信にて、7月3日より「鷲崎健のヨルナイト×ヨルナイト」内で配信されるミニ番組として、装いも新たにスタートすることが発表された[14]。
- 7月16日、TVアニメ『暴食のベルセルク』オープニング、エンディングテーマアーティストに決定[15]。ダブル主題歌に起用されるのは新人グループとして異例の大抜擢として注目を集める[15]。
- 8月10日、TVアニメ「暴食のベルセルク」のOP主題歌とED主題歌を収録した両A面の1stシングル「Jekyll & Hyde / 青の原石」の発売日が11月8日に決定[16]。同シングル収録の「Jekyll & Hyde」がOP主題歌、「青の原石」がED主題歌として使用されることが発表[16]。
- 9月10日、TVアニメ「暴食のベルセルク」Premium Fan Meetingにてスペシャルミニライブ開催[17]。
- 9月11日、Digital Single「青の原石」配信開始[18]。同日、EverdreaM公式YouTubeチャンネルにて「青の原石」Music Videoが公開[18]。
- 11月8日、両A面の1stシングル「Jekyll & Hyde / 青の原石」発売予定[19]。

### 2024年
- 1月27日、アニメ『六道の悪女たち』Blu-ray発売記念Premium Event (仮)（品川グランドホール）に出演予定[20]。

## ディスコグラフィ

### ミニアルバム
|     | 発売日        | タイトル          | 規格品番  | 規格品番    | オリコン 最高位 |
| CD  | 発売日        | タイトル          | CD+DVD    |             | オリコン 最高位 |
| --- | ------------- | ----------------- | --------- | ----------- | --------------- |
| 1st | 2023年6月21日 | ENDLESS LABYRINTH | XNHI-0002 | XNHI-0001/B | 29位            |

### シングル
|     | 発売日        | タイトル               | 規格品番 | 規格品番   | オリコン 最高位 |
| CD  | 発売日        | タイトル               | CD+DVD   |            | オリコン 最高位 |
| --- | ------------- | ---------------------- | -------- | ---------- | --------------- |
| 1st | 2023年11月8日 | Jekyll & Hyde/青の原石 | HDS-0003 | HDS-0001/2 | 18位            |
| 2nd | 2024年5月8日  | 運命                   | HDS-006  | HDS-004/5  | 31位            |

### タイアップ
| 曲名              | タイアップ                                                                 | 時期       |
| ----------------- | -------------------------------------------------------------------------- | ---------- |
| ENDLESS LABYRINTH | テレビアニメ『六道の悪女たち』オープニングテーマ                           | 2023年4月  |
| ever dream        | BSフジ連続ドラマ『アイドルだった俺が、配達員になった。』オープニングテーマ | 2023年7月  |
| Jekyll & Hyde     | テレビアニメ『暴食のベルセルク』オープニングテーマ                         | 2023年10月 |
| 青の原石          | テレビアニメ『暴食のベルセルク』エンディングテーマ                         | 2023年10月 |
| 運命              | テレビアニメ『Re:Monster』エンディングテーマ                               | 2024年4月  |
| 君と見た景色      | テレビアニメ『さようなら竜生、こんにちは人生』エンディングテーマ           | 2024年10月 |

## 出演

### ラジオ
※はインターネット配信。
- A&G TRIBAL RADIO エジソン [注釈 1]（2023年6月3日、文化放送・超!A&G+※）
- 「今夜はLucky Night」 りほなアニソン・フライデー  [注釈 2]（2023年6月9日、Lucky FM-茨城放送）
- 超!A&G+マンスリースペシャル EverdreaM ENDLESS RADIO（2023年、超!A&G+※）
- EverdreaM ENDLESS RADIO（2023年 - 、『鷲崎健のヨルナイト×ヨルナイト』内、超!A&G+・ニコニコ生放送※）
- CITY CHILL CLUB（2024年10月、TBSラジオ）

## イベント

### 2023年
|         | 公演名                                                                          | 会場                                        | 備考                   |
| ------- | ------------------------------------------------------------------------------- | ------------------------------------------- | ---------------------- |
| 5月13日 | EverdreaM Debut MINI ALBUM「ENDLESS LABYRINTH」発売記念 配信予約特典会          | EverdreaM公式YouTubeチャンネル              | オンライン開催         |
| 5月14日 | EverdreaM Debut MINI ALBUM「ENDLESS LABYRINTH」発売記念ミニイベント＋予約特典会 | アリオ橋本（神奈川県）                      | 2回公演                |
| 5月27日 | デビュー前ファンミーティング「EverdreaM FAN MEETING ～Zero始まりの歌〜」        | 表参道GROUND（東京都）                      | 2回公演                |
| 5月28日 | EverdreaM Debut MINI ALBUM「ENDLESS LABYRINTH」発売記念ミニイベント＋予約特典会 | タワーレコード川崎店（神奈川県）            | 2回公演                |
| 6月3日  | EverdreaM Debut MINI ALBUM「ENDLESS LABYRINTH」発売記念ミニイベント＋予約特典会 | イオンモールむさし村山（東京都）            | 中止                   |
| 6月4日  | EverdreaM Debut MINI ALBUM「ENDLESS LABYRINTH」発売記念ミニイベント＋予約特典会 | 大宮アルシェ（埼玉県）                      | 2回公演                |
| 6月21日 | EverdreaM Debut MINI ALBUM「ENDLESS LABYRINTH」発売記念ミニイベント             | 池袋・サンシャインシティ 噴水広場（東京都） | 2回公演                |
| 6月23日 | EverdreaM Debut MINI ALBUM「ENDLESS LABYRINTH」発売記念ミニイベント＋特典会     | カメイドクロック（東京都）                  | 1回公演                |
| 6月24日 | EverdreaM Debut MINI ALBUM「ENDLESS LABYRINTH」発売記念ミニイベント＋特典会     | ららぽーと柏の葉（千葉県）                  | 2回開催                |
| 9月10日 | TVアニメ『暴食のベルセルク』PREMIUM FAN MEETING                                 | 室町三井ホール（東京都）                    | ミニライブ             |
| 9月10日 | EverdreaM 1st SINGLE「Jekyll & Hyde / 青の原石」予約特典会                      | 室町三井ホール（東京都）                    | チェキ撮影会           |
| 9月30日 | EverdreaM 「Jekyll & Hyde / 青の原石」CD予約 & グッズ特典会                     | HIPTIP GALLERY「六道の悪女たち」POP UP SHOP | チェキ撮影会／サイン会 |
| 9月30日 | EverdreaM 1st SINGLE「Jekyll & Hyde / 青の原石」発売記念 配信予約特典会         | EverdreaM公式YouTubeチャンネル              | オンライン開催         |

### 2024年
|         | 公演名                                                    | 会場                         | 備考 |
| ------- | --------------------------------------------------------- | ---------------------------- | ---- |
| 1月27日 | アニメ『六道の悪女たち』Blu-ray発売記念Premium Event (仮) | 品川グランドホール（東京都） |      |